# Rollfigurer i W.I.T.C.H.
Följande är en lista över Rollfigurer i Disneyserien W.I.T.C.H..

## Huvudkaraktärer

### Wilhelmina "Will" Vandom
Will har bruna ögon och rött hår som slutar strax innan axlarna. Hon var 14 år gammal när serien startade; hon fyller år den 19 januari. Hon flyttade till Heatherfield efter att ha lämnat sin förra hemstad Fadden Hills, och går i klass 3A på Sheffield Institute. Will är ledare och äldst i W.I.T.C.H. och vårdare av Kandrakars Hjärta, som gör det möjligt för flickorna att förena sina krafter. 
Will blir redan vid första ögonkastet handlöst förälskad i den snygge gitarristen Matt, en skolkamrat som Elyon tidigare haft ett gott öga till. En bit in i serien blir de ett oskiljaktigt par.
I Italien och stora delar av Europa är Wills fullständiga namn "Wilhelmina", medan hon i engelsktalande länder heter "Wilma".

### Irma Lair
Irma har ljusbrunt, vågigt hår och blå ögon. Hon var 13 år gammal när serien startade och fyller år den 13 mars. Hon går i klass 2A. Irma är den mest lättsamma i gänget och försöker alltid att väva in humor även i de mest allvarsamma situationerna. Hon är närmast med Hay Lin. Hon äger kraften att styra över elementet vatten, och hon har även förmågan att styra läxförhören i skolan.

### Taranee Cook
Taranee har kort blått hår och bruna ögon. Hon var 13 år gammal när serien startade och fyller år den 23 mars. Även hon går i klass 2A.  Hennes hobbyer är basket, dans, fotografering, matematik och att lyssna på klassisk musik. Taranee äger kraften att styra över elementet eld, fast hon var rädd för eld i början, och hon har även telepatiska krafter.
Taranee har en äldre bror, Peter, som bryr sig väldigt mycket om sin yngre syster, och de kommer väldigt bra överens.

### Cornelia Hale
Cornelia har långt, blont hår och blå ögon. Hon var 14 år gammal när serien startade och fyller år den 10 maj. Hon är näst äldst i gänget. Hon går i klass 3A tillsammans med Will och initialt även med Elyon. Cornelia och Elyon har varit bästa vänner sedan de var små. Cornelia älskar att shoppa, och hon äger en katt vid namn Napoleon som Will gav till henne. Cornelia äger kraften att styra över elementet jord, vilket även gett henne onaturligt gröna fingrar.
Cornelia inledde ett förhållande med Caleb, en man från Metavärlden, men det tar efter ett tag slut eftersom de inser att de är för olika. Cornelia och Peter, Taranees bror, får senare känslor för varandra.

### Hay Lin
Hay Lin har långt, mörkt hår och bruna ögon. Hon var 13 år när serien startade och fyller år den 4 juni. Hon är yngst i gänget. Hon går i klass 2A med Irma och Taranee. Hennes familj äger en kinarestaurang kallad Silver Dragon, där hon ofta hjälper till. Hon är väldigt estetisk och gillar att måla, och hon designar och syr sina egna kläder. Hay Lin äger kraften att styra över elementet luft och är den skickligaste flygaren i gruppen.
Hay Lins farmor, Yan Lin, var på sin tid en av Kandrakars väktare, och det var Yan Lin som berättade för flickorna om Kandrakar och var deras krafter kommer ifrån.

### Orube
Orube är en allvarlig kvinna med indigo-färgat hår, som sedan födseln utbildats till att bli en destruktiv krigare. Hon introducerades i serien i säsong 3.
Orube ersatte Taranee under en kort period, och har sedan dess kommit mycket nära flickorna i W.I.T.C.H.-gänget. Hon är inte uppväxt på jorden, utan placerades där av Oraklet för att hon skulle få mer insikt i hur det är för tjejerna att leva med deras dubbla identiteter.

## Elyon
Elyon är den rättmätiga regenten i Metavärlden, "Meridians ljus", och har varit bästa vän med Cornelia sedan de var små. Hennes föräldrar dog när hon bara var ett spädbarn, och hon växte upp på jorden med sina adoptivföräldrar, ovetande om hennes kungliga arv. Hon gillar att teckna och målade av Cornelias första riktiga kärlek, Caleb, innan någon av dem ens kände till hans existens. Cornelia och Caleb gör emellertid slut, vilket leder till att Caleb och Elyon utvecklar känslor för varandra.
Hennes storebror är prins Phobos, även kallad "Phobos tyrannen", som tog över Metavärlden. Han försökte stjäla Elyons kraft för att kunna styra över Metavärlden, men stoppades av W.I.T.C.H. 
När Elyon först kom till Meridian blev hon hjärntvättad av Cedric, som påstod att W.I.T.C.H.-tjejerna var onda, men fick sedan veta sanningen. Efter det blev W.I.T.C.H.-tjejerna återigen hennes vänner.

## Phobos
Phobos är Elyons bror. Han är en ond prins som försökte ta makten över Meridian och därmed döda sin syster. Eftersom det var förutbestämt att Elyon skulle få kronan när tiden var inne växte Phobos upp med ett hjärta av sten. Phobos försökte lura Elyon till att ta på sig kronan av ljus, som han hade manipulerat för att den skulle absorbera alla hennes krafter. W.I.T.C.H. lyckades stoppa honom och han blev inspärrad i ett av fängelserna i Kandrakar.
Efter detta har han försökt ta makten på Kandrakar genom att anta det vikarierande nya Oraklet, Endarnos, utseende. Han lyckades nästan med det innan W.I.T.C.H.-tjejerna stoppade hans planer och han flydde ner till avgrunden.

## Cedric
Cedric var till en början Phobos lojala medhjälpare, och hans mål var att bli en "mumlare". Efter att W.I.T.C.H. besegrat honom och Phobos sattes han i fängelse i Kandrakar. Då Phobos tog över Endarnos kropp hjälpte Cedric under en tid Phobos, genom att spionera på W.I.T.C.H.-tjejerna på Jorden. När sedan Endarno/Phobos besegrades blev han åter satt i fängelse fram till att Oraklet tog ifrån honom hans krafter. Oraklet skickade honom sedan till jorden under uppsyn av Will och de andra; där arbetade han i bokhandeln 'Ye olde book shop'.
Vid ett senare tillfälle blev han förälskad i Orube, som antagligen älskade honom tillbaka. Han blev dock dödad när han skyddade Orube från Ludmoore.

## Oraklet
Oraklet är personen som ser till att alla världar har fred och löser problemen med hjälp av vakterskorna. Oraklet är även Kandrakars högsta ledare. Om man är värdig att bli Kandrakars orakel blir man märkt med kunskapens tecken och tilldelas visdom och lärdom. 
Nya tider har kommit för Oraklet; efter att Phobos lurade till sig makten har Oraklet nu två rådgivare som hjälper och ger Oraklet råd, något som tidigare låg enbart på Oraklet. På senare tid har Oraklet avgått från sin roll, vilket ledde till att Hay Lins farmor, Yan Lin, blev utsedd till Orakel.

## Endarno
Endarno var vakt över Dimmornas torn där Cedric satt fången. Han var också en Oraklets rådgivare i början, men blev senare besatt av Phobos, som försökte underminera Kandrakar och bli det nya Oraklet.

## Yan Lin
Yan Lin är Hay Lins farmor. Hon är en av de forna väktarna. Efter sin död blev hon en i Samfundet i Kandrakar och står Oraklet mycket nära. Hon är mycket vis och efter att Oraklet störtats försöker hon bli det nya oraklet, vilket hon lyckas med.

## Caleb
Caleb skapades i Meridian, i Metavärlden, som en mumlare. Han skapades för att tjäna Phobos, men var annorlunda i jämförelse med de andra mumlarna. Han kunde göra saker som de inte kunde göra och se saker som de inte såg. Han blev så småningom en av rebellerna som ville stoppa Phobos terror, och var ledaren över rebellerna.
Senare träffar han Cornelia och blir förälskad i henne, men efter att Nerissa har störtats gör de slut och lite senare i serien utvecklar han känslor för sin drottning, Elyon.

## We
We är ett litet djur som följde med Oraklet från Basiliaden. Orube fick i uppgift av Oraklet att ta hand om We, men strax efter att de hade kommit tillbaka till Jorden visade det sig att Orube var allergisk mot We.

## Blunk
Blunk kan bara hittas i TV-serien om W.I.T.C.H., och finns inte med i historien i tidningarna. Blunk är en så kallad resenär som kommer till Jorden och tar saker (oftast skräp) som han sedan säljer i Meridian. Blunk kan sniffa sig fram till portaler, och i TV-serien har han även en medaljong som gör att han kan skapa portaler.

## Nerissa
Nerissa är en fallen väktare som var gruppens ledare när Yan Lin var väktare, men svek dem och mördade vattnets väktare Cassidy eftersom hon fick Kandrakars hjärta. Detta gjorde att gruppen upplöstes. Nerissa började sen smida planer på världsherravälde. I TV-serien är hon också mamma till Caleb. Det är hon som skapar Hämndens riddare.

## Jägaren Frost
Frost, jägaren, rider alltid på en noshörning som han kallar för Crimson. Han försökte fånga tjejerna i början av serien, men misslyckades när de skapade stjärndroppar för första gången. Han lyckades dock fånga Taranee, vilket ledde till att hennes stjärndroppe blev kvar i Heatherfield (för att inte hennes föräldrar eller skolan skulle misstänka något medan hon var fånge i Metavärlden). I en senare historia dyker han upp i Heatherfield i människoskepnad och försöker hämnas på väktarna. Detta slutar dock med att han hamnar i Kandrakars fängelse och sedan dess har han inte synts till igen.